# Elis Wilhelm Lindblad
Elis Wilhelm Lindblad, född den 13 april 1828 på Kättsta, Harakers socken, död den 20 april 1878 i Örebro, var en svensk förlagsredaktör och skald.

## Biografi
Lindblad blev student vid Lunds universitet 1848, men måste, då han saknade pengar, avbryta studierna och blev 1857 litterärt biträde hos bokförlaget N.M. Lindh i Örebro. År 1857–1874 redigerade han av åtskilliga av firmans publikationer, såsom några delar av Atterboms dikter och skrifter på prosa, Franzéns samlade dikter,Valda dikter af Franzén och Valda skrifter af Olof von Dalin samt en dansk och en svensk läsebok. Lindblad är gravsatt på Nikolai kyrkogård i Örebro.

## Författarskap
Tidigt hade Lindblad gjort sig känd som tillfällighetsdiktare. Han vann 1861 Svenska akademiens hedersaccessit för Sång öfver Anna Maria Lenngren och skrev 1865 en sång över Engelbrekt, som framfördes vid avtäckningen av dennes minnesstod samma år. En samling Dikter, tillhörande epigonpoesin efter romantiken från 1800-talets början, utkom 1873.